# 佐洛沙尔塞格
佐洛沙尔塞格，是匈牙利佐洛州所辖的一个村，总面积3.04平方公里，总人口124，人口密度40.8人/平方公里（2010年1月1日）。